# Криопексија мрежњаче
Криопексија мрежњаче или ретинална криотерапија неинвазивна је процедура у  која користи интензивну хладноћу за замрзавање делова мрежњаче (ткиво осетљиво на светлост у задњем делу ока критично за вид). Она је ефикасан хируршки третман у офталмологији који проактивно уништи абнормално растуће тково мрежњаче или хороидално ткиво, и тиме омогућава пацијентима да превазиђу различита стања ока и поврате вид.

## Опште информације
Мрежњача или ретина је витални део ока која нам омогућава да јасно видимо. Смештена је у задњем делу ока, и у виду је танка мембрана која делује слично филму у фото камери. Одређени поремећаји мрежњаче, као што су ожиљци крварење и одвајање (одлубљивање), или поремећаји који узрокују формирање абнормалног ткива, ожиљака или крвних судова, који дооде до поремећаја вида могу се лечити криопексијом. Овај третман стварањем ожиљака у мрежњачи, зауставља даље напредовање болести мрежњаче.

## Метода
Криопексија се изводи се уз помоћ локалне анестезије (како би се спречио бол) амбулантно. 
Током интервенције, офталмолог ће користити индиректни офталмоскоп да види унутрашњост вашег кроз зеницу док нежно гура спољашњу страну ока малом металном сондом све док не  пронађе тачно место за лечење. Када се пронађе одговарајућа локација за лечење, хирург ће активирати сонду. Врх сонде постаје веома хладан све док практичар врши притисак на контролу ножне педале. Хладноћа која се ствара у сонди састоји се од брзо ширечих хладних гасова, најчешће азот-оксида. Када гас прође кроз сонду, она ствара хладноћу која стимулише стварање ожиљака у циљаном ткиву или абнормалном расту. Овај процес замрзавања може се обавити више пута током фазе третмана, а праћен је брзим процесом одмрзавања. Процес третмана замрзавањем омогућава формирње ожиљка који мрежњачи након опоравка омогућава да поврати контакт са здравим ткивом испод ње.
Након третмана криопексије, пацијенти се прате око сат времена и дају им се лекови против болова који помажу у ублажавању тегоба. Одмах након процедуре, пацијенти ће имати замагљен вид, а око које је третирано биће црвено и отечено. Опоравак након ове операције обично траје 10 до 14 дана. Краткотрајна, континуирана употреба лекова против болова, као и хладне облоге које се стављају на капак помоћи ће пацијенту код нелагодности. Пацијентима се такоже саветује да свако јутро нежно очисте капке топлом водом и ватом или марамицом.

## Прогноза
Криопекси нуди добар исход за многе пацијенте. Спречава прогресију или ширење инфекције, крварење и ожиљке, а код одвајања мрежњаче, отприлике 90% случајева може да се санира, а део вида може да се врати. Међутим, за позитивне исходе криопексије, императив је рани третман чим се дијагноза постави.

## Компликације
Највећи ризик од ретиналне криопексије је изазивање ненамерног оштећења околног ткива. Овај ризик је минимизиран пажљивим постављањем сонде која циља само неопходну област третмана.
Друге компликације, које су прилично ретке, могу укључивати инфекцију, перфорацију ока иглом за анестезију, крварење, двоструки вид и глауком.